# James Pollock Brown
Pour l’article homonyme, voir Brown.
James Pollock Brown (4 avril 1841-30 mai 1913) est un agriculteur et homme politique fédéral du Québec.

## Biographie
Né à Beau River dans le Canada-Est, de parents originaires du Renfrewshire, en Écosse, il étudie à l'école élémentaire et collège commercial de New Haven dans le Connecticut aux États-Unis. 
Élu député du Parti libéral du Canada dans la circonscription fédérale de Châteauguay en 1891, il est réélu en 1896, 1900, 1904, 1908 et en 1911. Il est mort en fonction en 1913 à l'âge de 72 ans. 